# 喇嘛昭乡
喇嘛昭乡，是中华人民共和国新疆维吾尔自治区塔城地区额敏县下辖的一个乡镇级行政单位。

## 行政区划
喇嘛昭乡下辖以下地区：
哈拉苏村、喀拉布拉克村和玛依塔斯村。